# Stanisław Racięda
Stanisław Racięda (ur. 10 listopada 1959 w Gorzowie Wielkopolskim) – polski żużlowiec.
Wychowanek Stali Gorzów Wielkopolski. Reprezentował gorzowski klub przez 8 sezonów w latach 1978-1985. Zadebiutował w rozgrywkach ligowych 27 maja 1979 roku w spotkaniu Stal Gorzów Wielkopolski - Sparta Wrocław.
Ze "Stalą" zdobył 1 złoty (1983), 3 srebrne (1979, 1981, 1984) i 1 brązowy (1982) medal Drużynowych Mistrzostw Polski. W 1980 roku z gorzowskim klubem wywalczył 3. miejsce w Drużynowym Pucharze Polski.
W sezonie 1981 był finalistą Młodzieżowych Indywidualnych Mistrzostw Polski (5 m.) oraz Srebrnego Kasku (12 m.).